# Амашев, Афлатун Ахмед оглы
Афлатун Ахмед оглы Амашев (азерб. Əflatun Əhməd oğlu Amaşov; род. 26 апреля 1957, Талавери, Болнисский район) — государственный и общественно-политический деятель Азербайджана, известный журналист и публицист. Председатель Совета прессы Азербайджана (2003—2022). Депутат Милли Меджлиса Азербайджанской Республики V созыва. Председатель Комитета по защите журналистов «РУХ». Заслуженный журналист Азербайджана (2010).

## Биография
Родился 26 апреля 1957 года в селе Фахралы Болнисского района Грузии. В 1979 году поступил на филологический факультет Бакинского государственного университета. В 1984 году окончил факультет журналистики Московского государственного университета.
В 1985—1994 годах работал корреспондентом, начальником отдела, редактором, главным редактором и первым заместителем генерального директора Государственного телеграфного агентства «АЗЕРТАДЖ».
В 1995 году был одним из основателей Союза журналистов «Yeni Nəsil» («Новое поколение»). В 1995—1998 годах занимал должность заместителя председателя организации.

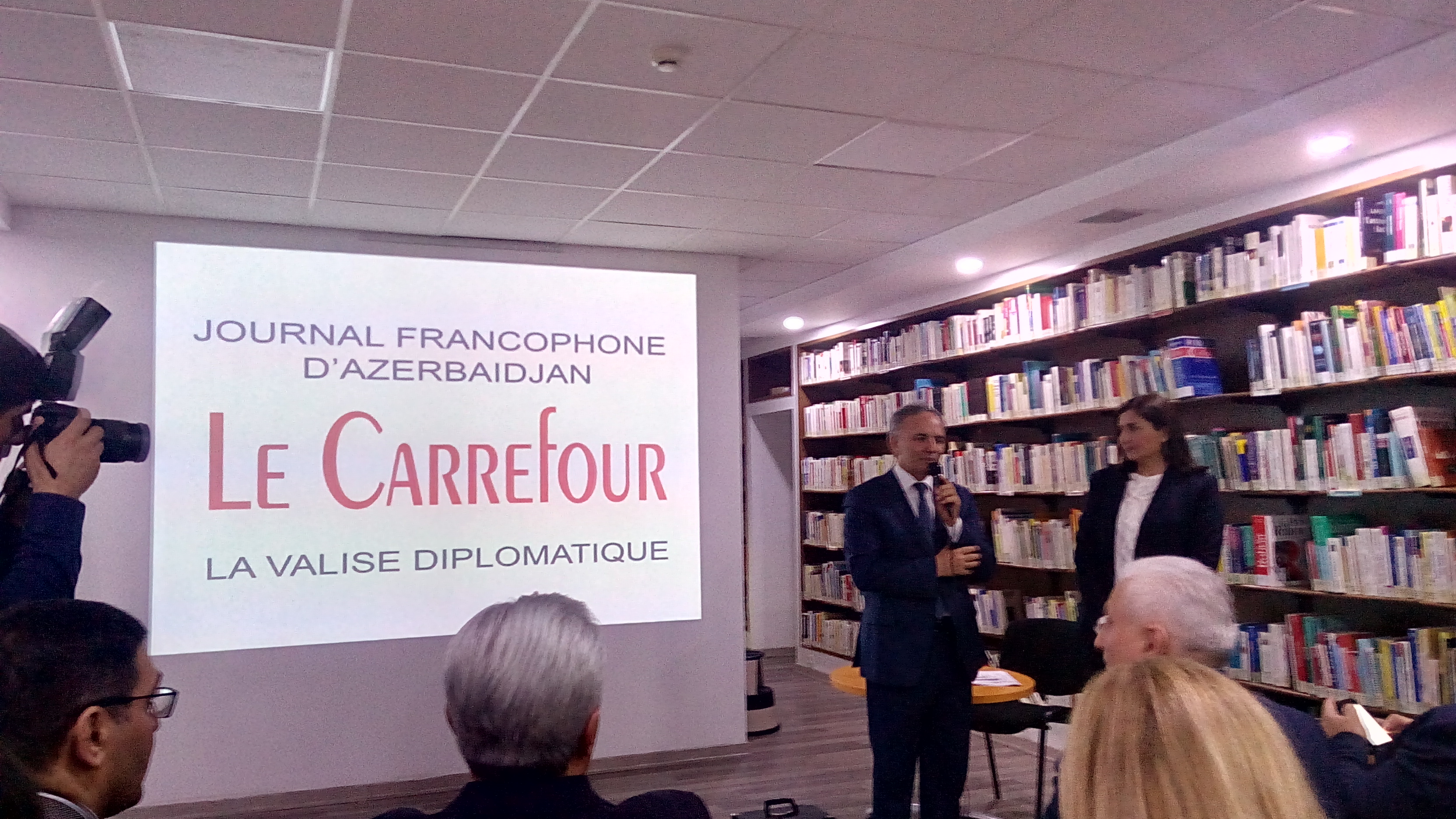
Презентация газеты «Le Carrefour», состоявшаяся во Французском институте в Азербайджане, 5 апреля 2017 года

В 1998 году избран председателем Комитета защиты азербайджанских журналистов «RUH».
Депутат Милли Меджлиса Азербайджанской Республики V созыва. 
Председатель Совета прессы Азербайджана (2003—2022).
Является автором многих книг и учебников в области журналистики.

## Награды
- Орден «Слава» (25 апреля 2017) — за активное участие в общественно-политической жизни Азербайджанской Республики[4]
- Орден «За службу Отечеству» III степени (15 июля 2015) — за заслуги в развитии средств массовой информации в Азербайджанской Республике[5]
- Заслуженный журналист Азербайджана (21 июля 2010 года) — за заслуги в развитии азербайджанской национальной печати[6]
- Почётный диплом Президента Азербайджанской Республики (24 сентября 2022) — за заслуги в развитии медиа в Азербайджанской Республике[7]